# Gmina zbiorowa Hemmoor
Gmina zbiorowa Hemmoor (niem. Samtgemeinde Hemmoor) – gmina zbiorowa położona w niemieckim kraju związkowym Dolna Saksonia, w powiecie Cuxhaven. Siedziba administracji gminy zbiorowej znajduje się w mieście Hemmoor.

## Podział administracyjny
Do gminy zbiorowej Hemmoor należą trzy gminy, w tym jedno miasto:
1. Hechthausen
2. Hemmoor
3. Osten